# Laos op de Olympische Zomerspelen 1980
Laos nam deel aan de Olympische Zomerspelen 1980 in Moskou, Sovjet-Unie. De selectie bestond uit twintig deelnemers, actief in drie sporten.

## Deelnemers en resultaten
(m) = mannen, (v) = vrouwen 

### Atletiek
| Olympiër               | Discipline            | Resultaat | Prestatie               |
| ---------------------- | --------------------- | --------- | ----------------------- |
| Soutsakhone Somninhom  | 100m (m)              | 64e       | serie 2: 7de in 11,69   |
| Sitthixay Sacpraseuth  | 200m (m)              | 49e       | serie 9: 7de in 24,28   |
| Panh Khemanith         | 400m (m)              | 43e       | serie 3: 7de in 53,74   |
| Vongdeuane Phongsavanh | 800m (m)              | 40e       | serie 6: 6de in 2.05,50 |
| Thipsamay Chanthaphone | 20km snelwandelen (m) | 25e       | 2:20.22,0               |
|                        |                       |           |                         |
| Seuth Khampa           | 100m (v)              | 39e       | serie 2: 8ste in 14,62  |
| Boualong Boungnavong   | 200m (v)              | 35e       | serie 4: 6de in 30,42   |

### Boksen
| Olympiër                 | Discipline  | Resultaat | Prestatie                                                                     |
| ------------------------ | ----------- | --------- | ----------------------------------------------------------------------------- |
| Singkham Phongpratith    | -48kg (m)   | 17e       | 1ste ronde: V van VEN Nieves: scheidsrechterlijke beslissing                  |
| Souneat Ouphaphone       | -54kg (m)   | 17e       | 1ste ronde: vrij 2de ronde: V van SYR Zaghloul: 0-5                           |
| Takto Youtiya Homrasmy   | -57kg (m)   | 17e       | 1ste ronde: vrij 2de ronde: V van ZAM Kabunda: scheidsrechterlijke beslissing |
| Bounphisith Songkhamphou | -60kg (m)   | 17e       | 1ste ronde: V van POL Adach: scheidsrechterlijke beslissing                   |
| M. Kampanath             | -63,5kg (m) | 17e       | 1ste ronde: V van SYR Halabi: 2-3                                             |
| Outsana Dao              | -67kg (m)   | 17e       | 1ste ronde: V van GBR Frost: knock-out                                        |

### Schietsport
| Olympiër            | Discipline          | Resultaat | Prestatie                       |
| ------------------- | ------------------- | --------- | ------------------------------- |
| Khamseua Bounheuang | 50m geweer liggend  | 55e       | 556 punten                      |
| Hath                | 50m geweer liggend  | 56e       | 546 punten                      |
| Souvanny Souksavath | 50m pistool         | 32e       | 502 punten: (84-88-86-80-88-76) |
| Syseuy              | 50m pistool         | 33e       | 481 punten: (80-81-79-85-81-75) |
| Khamphanh           | 25m snelvuurpistool | 40e       | 453 punten: (243-210)           |
| Khamsing            | 25m snelvuurpistool | 39e       | 499 punten: (258-241)           |

Afghanistan · Algerije · Andorra · Angola · Australië · België · Benin · Birma · Botswana · Brazilië · Bulgarije · Colombia · Congo-Brazzaville · Costa Rica · Cuba · Cyprus · Denemarken · Dominicaanse Republiek · Duitse Democratische Republiek · Ecuador · Ethiopië · Finland · Frankrijk · Griekenland · Groot-Brittannië · Guatemala · Guinee · Guyana · Hongarije · Ierland · IJsland · India · Irak · Italië · Jamaica · Joegoslavië · Jordanië · Kameroen · Koeweit · Laos · Lesotho · Libanon · Liberia · Libië · Luxemburg · Madagaskar · Mali · Malta · Mexico · Mongolië · Mozambique · Nederland · Nepal · Nicaragua · Nieuw-Zeeland · Nigeria · Noord-Korea · Oeganda · Oostenrijk · Peru · Polen · Portugal · Puerto Rico · Roemenië · San Marino · Senegal · Seychellen · Sierra Leone · Sovjet-Unie · Spanje · Sri Lanka · Syrië · Tanzania · Trinidad en Tobago · Tsjecho-Slowakije · Venezuela · Vietnam · Zambia · Zimbabwe · Zweden · Zwitserland